# Grandview Plaza (Kansas)
Grandview Plaza é uma cidade localizada no estado americano de Kansas, no Condado de Geary.

## Demografia
Segundo o censo americano de 2000, a sua população era de 1184 habitantes.
Em 2006, foi estimada uma população de 1017, um decréscimo de 167 (-14.1%).

## Geografia
De acordo com o United States Census Bureau tem uma área de
2,3 km², dos quais 2,2 km² cobertos por terra e 0,1 km² cobertos por água.

## Localidades na vizinhança
O diagrama seguinte representa as localidades num raio de 20 km ao redor de Grandview Plaza.